# Ambasada Republiki Zielonego Przylądka w Berlinie
Ambasada Zielonego Przylądka w Berlinie – misja dyplomatyczna Republiki Zielonego Przylądka w Republice Federalnej Niemiec.
Ambasador Republiki Zielonego Przylądka w Berlinie oprócz Republiki Federalnej Niemiec akredytowany jest również m.in. w Republice Bułgarii, Republice Czeskiej i w Rzeczypospolitej Polskiej.